# 10 novembre 1959
Le mardi 10 novembre 1959 est le 314e jour de l'année 1959.

## Naissances
- Ali Benmakhlouf, professeur franco-marocain de philosophie arabe et de philosophie de la logique
- Andrzej Iwan, joueur polonais de football
- Christian Mauduit (mort le 13 août 2019), mathématicien français
- Hasna Mohamed Dato, femme politique djiboutienne
- Jean-Marc Ferratge, joueur français de football
- Jean-Michel Vandamme, joueur français de football
- Mackenzie Phillips, actrice américaine
- Magomet-Gasan Abushev, lutteur soviétique
- Marthinus van Schalkwyk, homme politique sud-africain
- Michel Plessix (mort le 21 août 2017), auteur de bande dessinée français
- Peter Nicholas, joueur gallois de football reconverti entraîneur
- Randy Mamola, pilote de vitesse moto américain
- Ronald Kreer, joueur allemand de football

## Décès
- Djama Ali Moussa (né en 1916), personnalité politique française
- Felix Jacoby (né le 19 mars 1876), philologue allemand
- Gertrud Bodenwieser (née le 3 février 1890), danseuse autrichienne, chorégraphe et professeure de danse, considérée comme une pionnière en danse expressionniste
- Lucien Raux (né le 18 janvier 1897), personnalité politique française
- Lupino Lane (né le 16 juin 1892), acteur britannique

## Événements
- Sortie du film américain Le Troisième Homme sur la montagne
- Création des provinces équatoriennes Napo et Pastaza